# 몸값

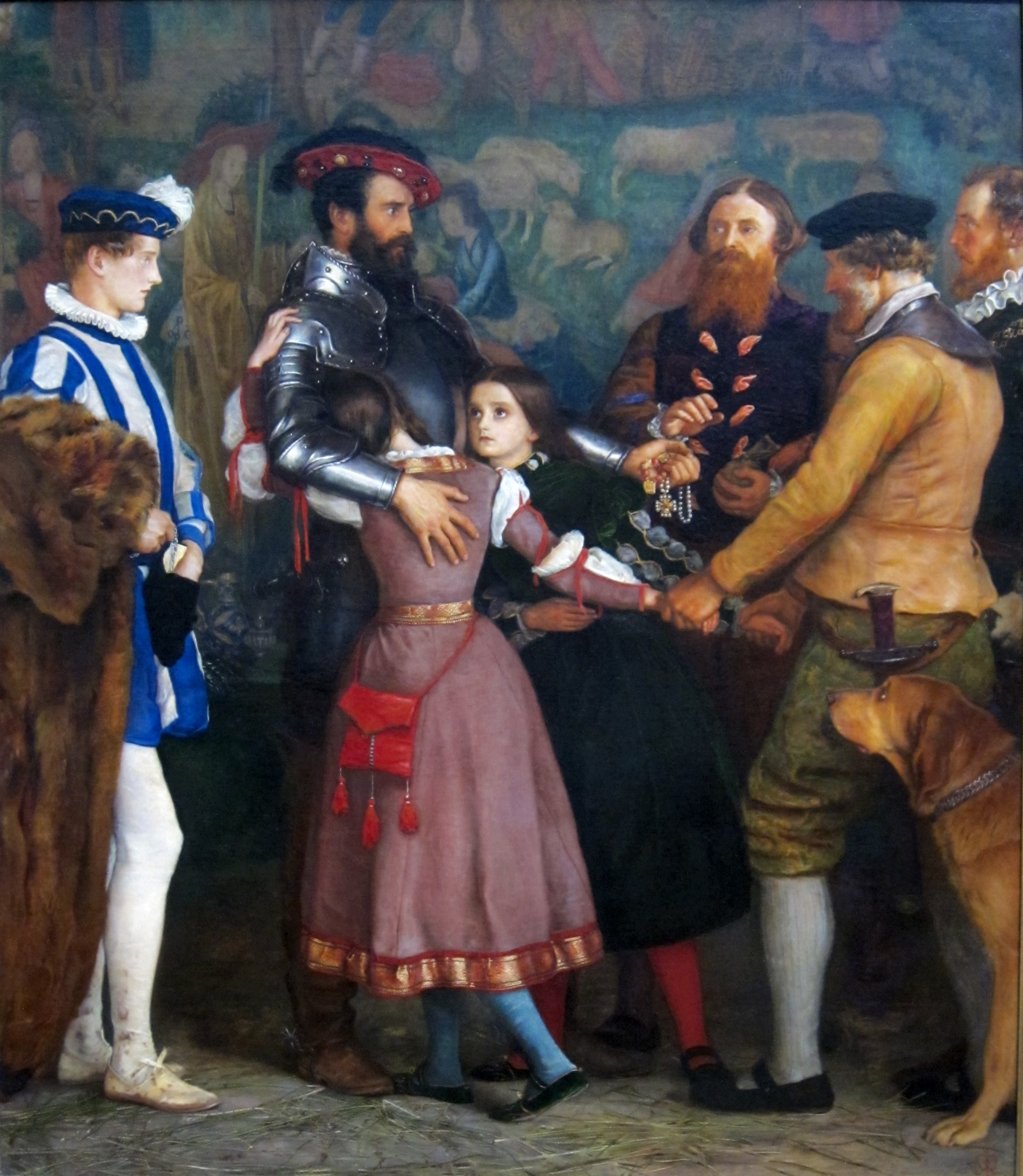
1860년 경의 존 에버렛 밀레이의 몸값("The Ransom")

몸값이란 죄수나 물품을 붙잡아 돈이나 재산을 강탈하여 석방을 보장하는 관행이나 해당 관행과 관련된 금액의 합계이다.
몸값의 영단어는 랜섬(ransom)인데 이는 "지불"을 의미할 때 이 단어는 라틴어 redemptio('다시 사다')에서 고대 프랑스어 rançon을 통해 유래되었다.

## 같이 보기
- 보석 (법률)
- 벼랑끝 전술
- 볼모
- 랜섬웨어